# Eudactylopus lucayosi
Eudactylopus lucayosi is een eenoogkreeftjessoort uit de familie van de Thalestridae. De wetenschappelijke naam van de soort is voor het eerst geldig gepubliceerd in 1969 door Geddes.